# 余部號列車

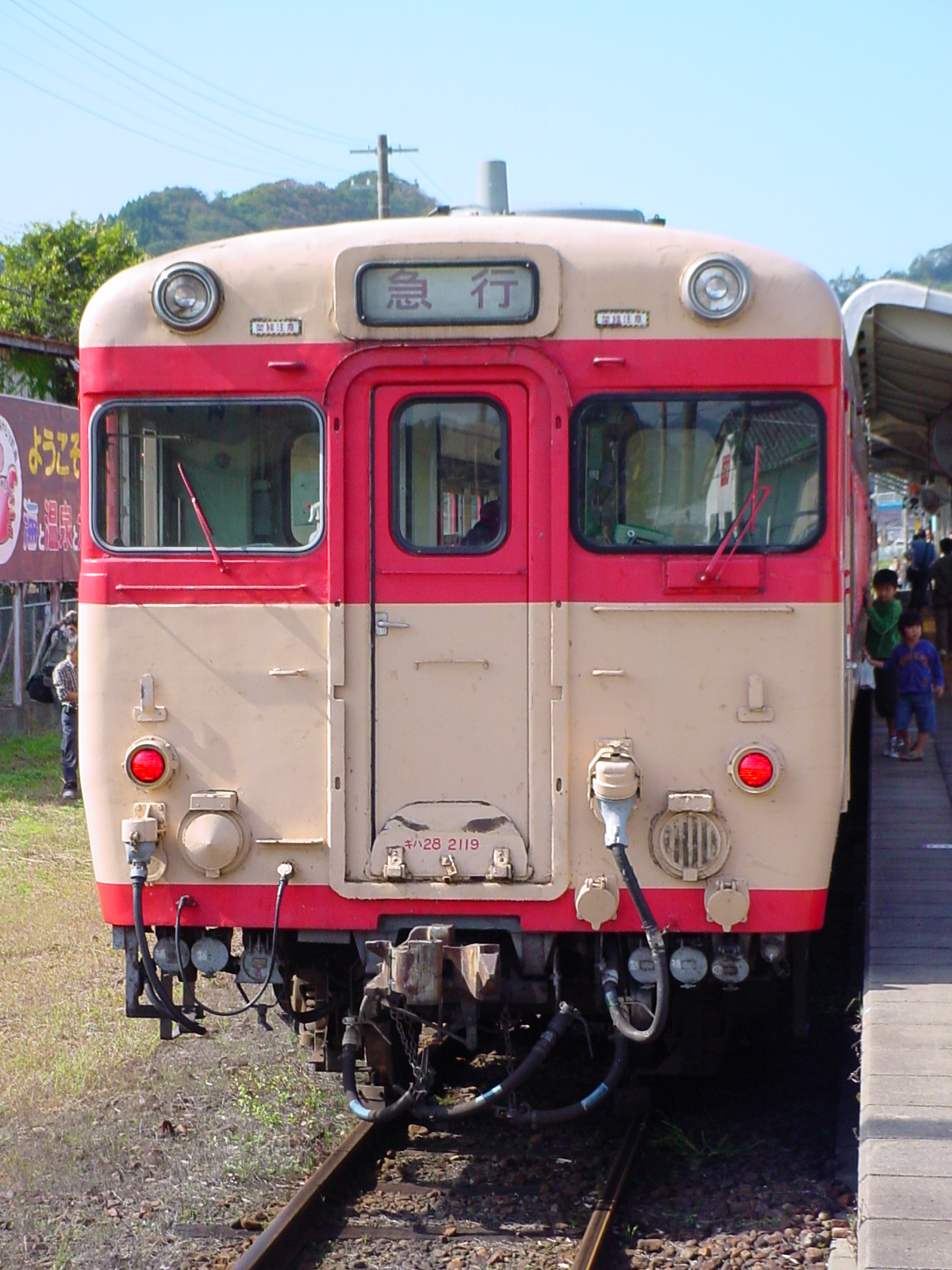
在濱坂站停靠中的急行「餘部」
（2006年10月21日）

余部（日语： Amarube */?）號列車是由西日本旅客鐵道（JR西日本）營運，行走於姬路站至濱坂站之間的急行列車，途經播但線和山陰本線。或是行走於山陰本線香住站至濱坂站之間的快速列車。
本條目將會同時記述余部橋梁觀光列車的演變。

## 概要
在山陰本線鎧站至餘部站之間設有一條余部橋梁，曾經該橋樑是一條鋼梁排架橋，在2000年代於排架橋的旁邊建設了新的脊背橋以取代舊橋。在那時候預計到訪余部橋樑的觀光客會增加，因此在2006年度至2009年度之間開設多班觀光列車。

## 急行、快速「余部」
JR西日本與余部鐵橋紀念事業共同開辦急行列車和快速列車班次，該班次只於2006年10月21日行走。關於運輸區間和班次方面，急行「余部」行走於姬路站至濱坂站之間，共有1個往返班次，快速「余部」使用急行列車行走於香住站至濱坂站之間，共有3個往返班次。當列車經過余部橋樑時，為了讓旅客能夠觀賞日本海的絕景，因此列車在該區間會慢駛。

### 停車站
急行「余部」
姬路站 - 福崎站 - 寺前站 - 生野站 - 和田山站 - 豐岡站 - 城崎溫泉站 - 香住站 - 餘部站 - 濱坂站
快速「余部」
香住站 - 餘部站 - 濱坂站

### 使用車輛
急行「余部」和快速「余部」使用KiHa28、58系，以4卡編成行走。急行列車為全車座位指定席，快速列車為全車自由席。

## 回憶之余部
在2007年3月24日至4月1日之間開設行走於豐岡站至濱坂站之間的臨時列車。車輛方面使用了DD51型柴油機車牽引4卡12系客車，所有車廂是座位指定席。共有1個往返班次。中途停靠城崎溫泉站、香住站和餘部站。
在該列車行駛時，於餘部站月台上展示了余部鐵橋的設計圖（複印品）。

## 快速「余部浪漫號」「余部海洋號」

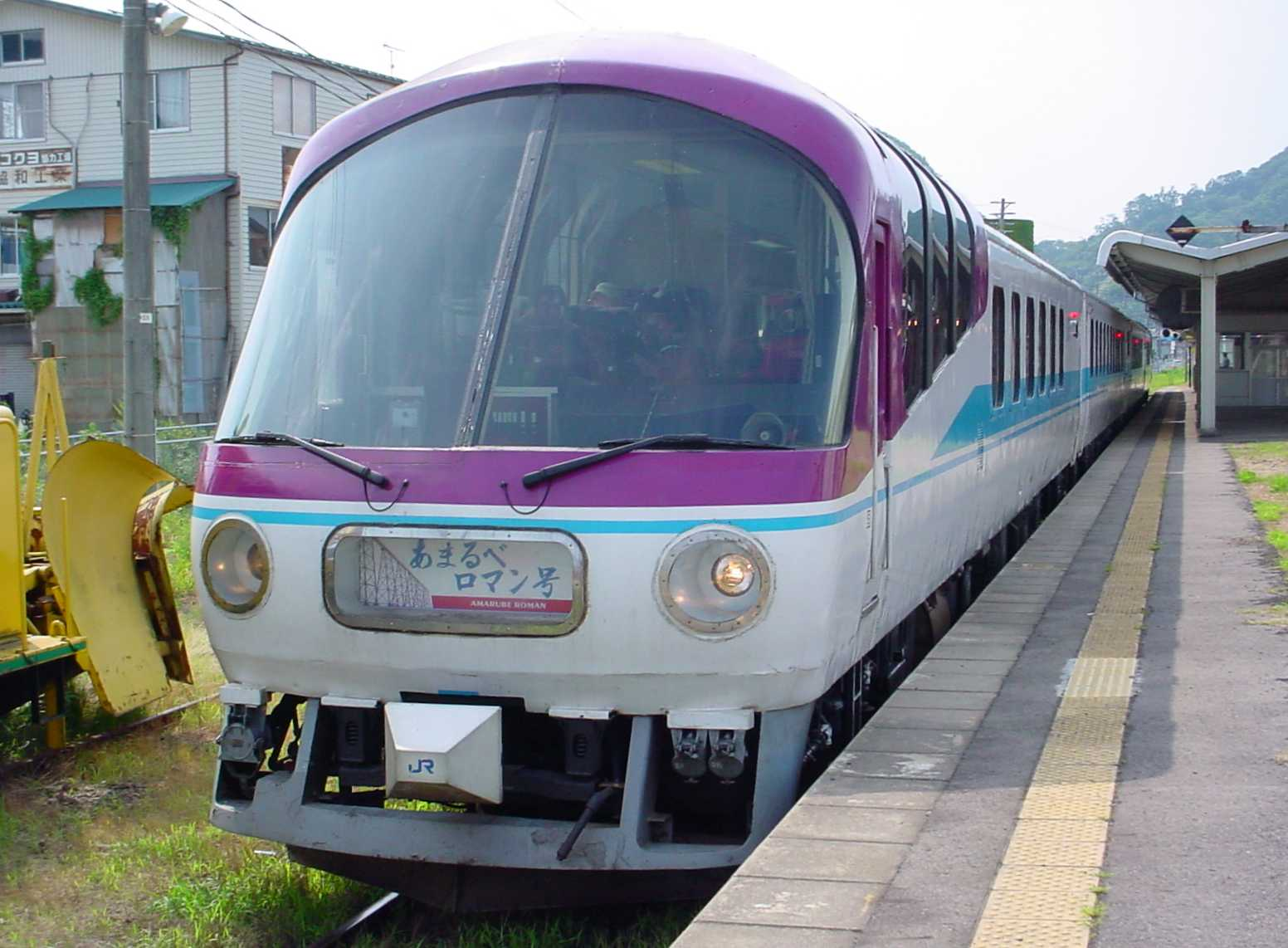
「余部浪漫號」（2005年8月11日 濱坂站）

快速「余部浪漫號」、「余部海洋號」是為了重建余部橋樑而開設的觀光列車。於2006年起首次行走，在當年的7月22日至8月27日（8月11日至8月17日除外）開設班次，行走於豐岡站至濱坂站之間和香住站至濱坂站之間，兩個區間各設有2個往返班次。當中濱坂站前往香住站之間的班次是定期列車，以3卡編成行走。與急行、快速「余部」一樣，列車在經過余部橋樑時會慢駛。
隨後，每個年度都會開設相關班次，均設有2個往返班次，但是運輸區間在各年都相異。在2008年秋季起，列車名稱改為「余部海洋號」。
另外，乘客乘坐2006年夏季的班次時，可於站內領取傳單，透過回答傳單上的問卷調查和提交兌換票，便可得到由當地觀光協會贈送的紀念品。在2008年4月至5月，旅遊公關「香住香水Lady」會在香住站至濱坂站之間乘車，並於車內向旅客介紹觀光資訊。
| 列車名稱            | 運輸日                                                                    | 運輸區間                                                        | 使用車輛與編成                                | 參考資料    |
| ------------------- | ------------------------------------------------------------------------- | --------------------------------------------------------------- | --------------------------------------------- | ----------- |
| 快速 「余部浪漫號」 | 2007年5月3日 - 5月6日                                                     | 城崎溫泉站至濱坂站之間1個往返班次 香住站至濱坂站之間1個往返班次 | KiHa65系（高貴車輛）4卡 全車自由席            | [ 4 ]       |
| 快速 「余部浪漫號」 | 2007年7月21日 - 8月10日、8月18日 - 8月26日 10月6日 - 8日、11月23日 - 25日 | 豐岡站至濱坂站之間1個往返班次 香住站至濱坂站之間1個往返班次     | KiHa65系（高貴車輛）4卡 全車指定席            | [ 5 ] [ 6 ] |
| 快速 「余部浪漫號」 | 2008年4月26日 - 5月6日、7月19日 - 8月10日の 8月13日 - 17日的星期六及假日  | 城崎溫泉站至濱坂站之間2個往返班次                               | KiHa65系（高貴車輛）4卡 全車指定席            | [ 7 ] [ 8 ] |
| 快速 「余部海洋號」 | 2008年10月9日 - 13日和 10月18日 - 11月3日的星期六及假日                   | 城崎溫泉站至濱坂站之間2個往返班次                               | KiHa28、58系、KiHa65系（高貴車輛） 全車指定席 | [ 9 ]       |
| 快速 「余部海洋號」 | 2009年4月4日至6月28日的星期六及假日                                       | 豐岡站至濱坂站之間1個往返班次 城崎溫泉站至濱坂站之間1個往返班次 | KiHa28、58系，KiHa65系（高貴車輛） 全車指定席 | [ 10 ]      |

停車站
豐岡站 - 城崎溫泉站 - （竹野站） -  香住站 -  餘部站 -  濱坂站
- 竹野站在2008年10月起通過

## 注腳
1. ↑  さようなら「余部鉄橋」 「急行　あまるべ」運転（互聯網檔案館）- 西日本旅客鐵道新聞稿 2006年8月24日
2. ↑  「想い出のあまるべ」運転（互聯網檔案館）- 西日本旅客鐵道新聞稿 2007年2月13日
3. ↑  あまるべ ロマン号の運転（互聯網檔案館）- 西日本旅客鐵道新聞稿 2006年7月26日
4. ↑  ゴールデンウィーク臨時列車「あまるべロマン」運転 「余部鉄橋」記念オレンジカードも新規発売します。（互聯網檔案館）- 西日本旅客鐵道新聞稿 2007年4月9日
5. ↑  夏休み　臨時快速列車運転のご案内（余部鉄橋関連）（互聯網檔案館）- 西日本旅客鐵道新聞稿 2007年5月18日
6. ↑  余部鉄橋を楽しむ秋の列車の旅（互聯網檔案館）- 西日本旅客鐵道新聞稿 2007年9月14日
7. ↑  快速「あまるべロマン号」の運転について（福知山エリア）（互聯網檔案館）- 西日本旅客鐵道新聞稿 2009年2月26日
8. ↑  快速「あまるべロマン号」運転および「余部鉄橋なるほど教室」の開催について（互聯網檔案館）- 西日本旅客鐵道新聞稿 2008年6月30日
9. ↑  快速「あまるべマリン号」運転および特急「はまかぜ号」の増便について（互聯網檔案館）- 西日本旅客鐵道新聞稿 2008年8月22日
10. ↑  快速「あまるべマリン号」運転について（互聯網檔案館）- 西日本旅客鐵道新聞稿 2009年3月12日